# Инкъм
Инкъм (на английски: Inkom) е град в окръг Банък, щата Айдахо, САЩ. Инкъм е с население от 738 жители (2000) и обща площ от 1,7 km². Намира се на 1385 m надморска височина. ЗИП кодът му е 83245, а телефонният му код е 208.